# Ortotoluidina
A o-toluidina (leia-se: orto-toluidina) ou 2-metilanilina é uma amina aromática, um dos isômeros da toluidina.
A temperatura ambiente se apresenta como um líquido incolor de odor característico. É um composto cancerígeno, tóxico, irritante, perigoso ao ambiente.

## Obtenção
A 2-metilanilina é obtida por redução do 2-nitrotolueno (obtido pela nitração do tolueno). Esta redução pode ser levada a cabo por meio de ferro, ácido acético e ácido clorídrico (Béchamp-Verfahren). 
Em laboratório se usa a redução com estanho e ácido clorídrico.
Uma outra possibilidade é dada pela hidrogenação catalítica com liga de Níquel Raney. Como solventes os álcoois alifáticos (metanol, etanol, n-propanol ou isopropanol) são frequentemente utilizados. A hidrogenação ocorre geralmente a pressões entre 3 e 20 bar de pressão de H2 (que chama-se hidrogenação à baixa pressão) ou com 20 a 50 bar (que chama-se hidrogenação de pressão média).

## Uso
A o-toluidina já foi amplamente utilizada no controle de cloro da água, por reagir com o mesmo deixando a água clorada com uma tonalidade amarelada, e que fica mais escura conforme a dosagem de cloro é maior, a amostra é então colocada em um comparador visual onde se mede por aproximação, mas seu uso foi aos poucos sendo abandonado, e sendo substituído por maneiras mais modernas de medição, como os reagentes para DPD em clorímetros digitais.